# Jeroboam II
Segons la Bíblia, Jeroboam (en hebreu, ירבעם בן-יואש Yerav’am ben Yeho’ash) va ser el tretzè rei del Regne d'Israel després de la seva divisió, durant 41 anys entre 782-753 a.n.e. segons la cronologia tradicional, o entre 844-803 a.n.e. segons la cronologia bíblica. Va ser el quart rei de la dinastia de Jehú.
Jeroboam II va recuperar territoris perduts anteriorment en mans del sirians i sembla que va exercir algun tipus de control o tribut sobre Hamat i Damasc.
Els profetes Osees i Amós el van criticar durament per la seva conducta immoral, frau, extorsió, assassinat, opressió, idolatria i altres pràctiques que deshonraven Jehovà.
Després de la seva mort el va succeir el seu fill Zacaries, l'últim rei de la dinastia de Jehú.